# Sally Castleton, Southerner
Sally Castleton, Southerner è un cortometraggio muto del 1915 diretto da Langdon West.

## Produzione
Il film fu prodotto dalla Edison Company.

## Distribuzione
Distribuito dalla General Film Company, il film - un cortometraggio in tre bobine - uscì nelle sale cinematografiche USA il 24 maggio 1915.